# 康茂才
康 茂才（こう もさい、延祐2年6月3日（1315年7月4日）- 洪武3年8月3日（1370年8月24日））は、明朝開国の功臣で、軍人。蘄春（現在の湖北省蘄春県）出身。字は寿卿。元朝側の水軍軍人だったが、後に明の太祖・朱元璋に使え、後に都元帥となる。

## 朱元璋との出会い
元朝の支配力低下や度重なる天災のため、中国南部地方は盗賊や暴徒が跋扈する地となっていた。長江中流域北岸で盗賊同然の行動をしていた朱元璋軍は、至正16年（1356年）、食糧を求めて長江を渡り、元朝が支配する太平（安徽省当塗県）を占領する。一方、康茂才は地元の民間水軍出身で、この時には元朝に味方して水寨元帥の地位をもらい、太平北東の大都市、集慶（江蘇省南京市）を守っていた。康茂才は、陳埜先と共に太平の奪還を試みるが、かえって朱元璋軍の徐達に撃退されてしまう。朱元璋軍は次いで采石（安徽省馬鞍山市雨山区）、集慶を攻撃し、占領する。康茂才は降伏して朱元璋の部下となった。朱元璋は集慶を応天府と改名し、拠点とした（後の明朝の首都もこの地となった）。

## 集慶の農政にあたる
康茂才は朱元璋から都水営田使に任ぜられ、戦争で荒廃した応天府の農業再興にあたった。

## 陳友諒を騙す
この時、太平（および応天府）の南西には、大軍閥の頭領、陳友諒がいた。至正20年（1360年）、陳友諒は大軍を率いて朱元璋の領土を襲撃し、太平を奪い、応天府に迫った。朱元璋は康茂才が陳友諒と知り合いであると知り、康茂才に対し、陳友諒に寝返るふりをするよう命じた。
康茂才は陳友諒に対し「江東橋という木の橋で落ち合った上で、朱元璋を襲撃しよう」と呼びかけたところ、陳友諒はまんまとこの策略に乗せられた（明史には書かれていないが、応天府の手前にある江東橋を破壊し、水軍で侵入しようということだったらしい）。
朱元璋はひそかに江東橋を石で作り変え、背後の竜湾という地に伏兵を置いた。攻撃してきた陳友諒は江東橋が作りかえられているのを見て驚き、「老康（康先生）」と連呼するも康茂才からの返事がなく、撤退を決意する。しかし朱元璋の伏兵に包囲され、さらには康茂才も軍を率いて陳友諒を襲撃したため、陳友諒は大敗してしまう。康茂才は朱元璋から、莫大な褒美をもらったという。

## 陳友諒を攻める
翌年、朱元璋は陳友諒に対して掃討戦を開始する。康茂才も水軍を率いてこれに加わった。朱元璋軍は安慶、江州（九江市）という拠点を奪い、陳友諒は武昌（武漢市）にまで撤退する。朱元璋軍はさらに蘄州、興国、漢陽を奪い、最終的には陳友諒を戦死させ、その息子を降伏させる。朱元璋軍の諸将は皆功を認められ、康茂才は金吾侍衛親軍都護に出世する。
さらに大将軍徐達に従って廬州、江陵、及び湖南の各都市を占領する。この功により、さらに神武衛指揮使、大都督府副使に出世する。

## 張士誠を攻める
西の陳友諒を滅ぼした朱元璋は、東の宿敵張士誠の攻撃を決意する。至正26年（1366年）、張士誠は江陰を攻めてきたが、朱元璋は自ら軍を率いてこれを撃退する。張士誠が逃走したので、朱元璋は康茂才に追撃を命じ、浮子門でこれを破った。さらに淮安でも勝利し、湖州に軍を進めた。ついに張士誠と尹山橋で決戦し、康茂才の奮戦でこれに快勝する。敗れた張士誠は平江の城に籠もるが、朱元璋に包囲され、敗れた。康茂才はこの時の功により、同知大都督府事兼太子右率府使に昇進した。

## 北伐に参加する
中国南部をあらかた占領した朱元璋は、洪武元年（1368年）に元朝を攻撃するため、大軍を北に向かわせた。康茂才もこれに従軍し、汴、洛の占領に貢献した。その後は陝州の防御を命じられ、兵站確保や渡軍用の浮橋造営にあたった。
さらに洪武3年（1370年）にも従軍し、定西、興元（漢中市）を下したが、その帰路に死去した。死後、蘄国公に追封され、武康の名を諡られた。
息子の康鐸は、父の功のため蘄春侯、1500石を与えられたが、傅友徳と雲南地方へ従軍中に数え23歳で死んだ。蘄国公に追封され、忠愍の名を諡られた。
孫の康淵は幼かったため、すぐには後を継ぐことはできなかったが、弘治の末に康茂才の録千戸を譲り受けた。